# Schematische Kriegsgliederung der Wehrmacht für den Westfeldzug
Die Schematische Kriegsgliederung der Wehrmacht für den Westfeldzug zeigt die Aufstellung der für den Westfeldzug vorgesehenen Verbände des Heeres und der Luftwaffe. Stichtag ist der 10. Mai 1940, als der Westfeldzug mit dem Überfall auf die Niederlande, Belgien und Luxemburg begann. Das Heer war in drei Heeresgruppen gegliedert. Die Luftwaffe gliederte sich in zwei Luftflotten, die zwar selbstständig waren, aber eng mit den entsprechenden Heeresverbänden zusammenarbeiten sollten. Die Divisionen des Heeres gehörten unterschiedlichen Aufstellungswellen an. Die Divisionen der 1. und 2. Aufstellungswelle, die personell und materiell am besten ausgestattet waren, wurden überwiegend im mittleren Bereich der Front, wo der strategische Durchbruch erfolgen sollte, bereitgestellt.

## Heer

### Heeresgruppe B
- Oberbefehlshaber: Generaloberst Fedor von Bock
- Chef des Stabes: Generalleutnant Hans von Salmuth
- 1. Generalstabsoffizier: Oberst i. G. Wilhelm Hasse

#### 18. Armee
- Oberbefehlshaber: General der Artillerie Georg von Küchler
- Chef des Generalstabs: Generalmajor Erich Marcks
- 1. Generalstabsoffizier: Oberst i. G.: Arthur Schmidt

| X. Armeekorps    | 207. Infanterie-Division             | 3. Aufstellungswelle                                                                                   |
| X. Armeekorps    | 227. Infanterie-Division             | 3. Aufstellungswelle                                                                                   |
| X. Armeekorps    | Leibstandarte SS Adolf Hitler (mot.) | Waffen-SS                                                                                              |
| XXVI. Armeekorps | 9. Panzer-Division                   | 1. Aufstellungswelle, 153 Panzerkampfwagen (30 P I, 54 P II, 41 P III, 16 P IV, 12 Panzerbefehlswagen) |
| XXVI. Armeekorps | 254. Infanterie-Division             | 4. Aufstellungswelle                                                                                   |
| XXVI. Armeekorps | 256. Infanterie-Division             | 4. Aufstellungswelle                                                                                   |
| Reserve          | 1. Kavallerie-Division               | 1. Aufstellungswelle                                                                                   |
| Reserve          | SS-Verfügungs-Division (mot.)        | Waffen-SS                                                                                              |

#### 6. Armee
- Oberbefehlshaber: Generaloberst Walter von Reichenau
- Chef des Generalstabs: Generalmajor Friedrich Paulus
- 1. Generalstabsoffizier: Oberst i. G. Anton Reichard von Mauchenheim genannt Bechtolsheim

| IV. Armeekorps                | 4. Panzer-Division       | 1. Aufstellungswelle, 314 Panzerkampfwagen (135 P I, 105 P II, 40 P III, 24 P IV, 10 Panzerbefehlswagen) |
| IV. Armeekorps                | 7. Infanterie-Division   | 1. Aufstellungswelle                                                                                     |
| IV. Armeekorps                | 18. Infanterie-Division  | 1. Aufstellungswelle                                                                                     |
| IV. Armeekorps                | 35. Infanterie-Division  | 1. Aufstellungswelle                                                                                     |
| IV. Armeekorps                | 61. Infanterie-Division  | 2. Aufstellungswelle                                                                                     |
| IX. Armeekorps                | 30. Infanterie-Division  | 1. Aufstellungswelle                                                                                     |
| IX. Armeekorps                | 56. Infanterie-Division  | 2. Aufstellungswelle                                                                                     |
| IX. Armeekorps                | 216. Infanterie-Division | 3. Aufstellungswelle                                                                                     |
| XI. Armeekorps                | 14. Infanterie-Division  | 1. Aufstellungswelle                                                                                     |
| XI. Armeekorps                | 19. Infanterie-Division  | 1. Aufstellungswelle                                                                                     |
| XI. Armeekorps                | 31. Infanterie-Division  | 1. Aufstellungswelle                                                                                     |
| XVI. Armeekorps (motorisiert) | 3. Panzer-Division       | 1. Aufstellungswelle, 341 Panzerkampfwagen (117 P I, 129 P II, 42 P III, 26 P IV, 27 Panzerbefehlswagen) |
| XXVII. Armeekorps             | 253. Infanterie-Division | 4. Aufstellungswelle                                                                                     |
| XXVII. Armeekorps             | 269. Infanterie-Division | 4. Aufstellungswelle                                                                                     |
| Reserve                       | 255. Infanterie-Division | 4. Aufstellungswelle                                                                                     |

#### Reserve
| I. Armeekorps | 1. Infanterie-Division                | 1. Aufstellungswelle                          |
| I. Armeekorps | 11. Infanterie-Division               | 1. Aufstellungswelle                          |
| I. Armeekorps | 223. Infanterie-Division              | 3. Aufstellungswelle                          |
|               | 20. Infanterie-Division (motorisiert) | 1. Aufstellungswelle                          |
|               | 208. Infanterie-Division              | 3. Aufstellungswelle                          |
|               | 225. Infanterie-Division              | 3. Aufstellungswelle                          |
|               | 526. Infanterie-Division              | umbenanntes Grenzschutz-Abschnitts-Kommando 9 |

### Heeresgruppe A
- Oberbefehlshaber: Generaloberst Gerd von Rundstedt
- Chef des Generalstabs: General der Infanterie Georg von Sodenstern
- 1. Generalstabsoffizier: Oberstleutnant i. G. Henning von Tresckow

#### 4. Armee
- Oberbefehlshaber: Generaloberst Günther von Kluge
- Chef des Generalstabes: Generalmajor Kurt Brennecke
- 1. Generalstabsoffizier: Oberst i. G. Rolf Wuthmann

| II. Armeekorps               | 12. Infanterie-Division  | 1. Aufstellungswelle                                                                                    |
| II. Armeekorps               | 32. Infanterie-Division  | 1. Aufstellungswelle                                                                                    |
| II. Armeekorps               | 263. Infanterie-Division | 4. Aufstellungswelle                                                                                    |
| II. Armeekorps               | 7. Panzer-Division       | 1. Aufstellungswelle, 225 Panzerkampfwagen (34 P I, 68 P II, 91 P 38t, 24 P IV, 8 Panzerbefehlswagen)   |
| V. Armeekorps                | 251. Infanterie-Division | 4. Aufstellungswelle                                                                                    |
| VIII. Armeekorps             | 8. Infanterie-Division   | 1. Aufstellungswelle                                                                                    |
| VIII. Armeekorps             | 28. Infanterie-Division  | 1. Aufstellungswelle                                                                                    |
| VIII. Armeekorps             | 87. Infanterie-Division  | 2. Aufstellungswelle                                                                                    |
| VIII. Armeekorps             | 267. Infanterie-Division | 4. Aufstellungswelle                                                                                    |
| XV. Armeekorps (motorisiert) | 5. Panzer-Division       | 1. Aufstellungswelle, 327 Panzerkampfwagen (97 P I, 120 P II, 52 P III, 32 P IV, 26 Panzerbefehlswagen) |
| XV. Armeekorps (motorisiert) | 62. Infanterie-Division  | 2. Aufstellungswelle                                                                                    |
| Reserve                      | 211. Infanterie-Division | 3. Aufstellungswelle                                                                                    |

#### 12. Armee
- Oberbefehlshaber: Generaloberst Wilhelm List
- Chef des Generalstabes: Generalleutnant Eberhard von Mackensen
- 1. Generalstabsoffizier: Oberst i. G. Josef Kübler

| III. Armeekorps   | 3. Infanterie-Division  | 1. Aufstellungswelle |
| III. Armeekorps   | 23. Infanterie-Division | 1. Aufstellungswelle |
| VI. Armeekorps    | 16. Infanterie-Division | 1. Aufstellungswelle |
| VI. Armeekorps    | 24. Infanterie-Division | 1. Aufstellungswelle |
| XVIII. Armeekorps | 5. Infanterie-Division  | 1. Aufstellungswelle |
| XVIII. Armeekorps | 21. Infanterie-Division | 1. Aufstellungswelle |
| XVIII. Armeekorps | 25. Infanterie-Division | 1. Aufstellungswelle |
| XVIII. Armeekorps | 1. Gebirgs-Division     | 1. Aufstellungswelle |

#### Panzergruppe Kleist
- Oberbefehlshaber: General der Kavallerie Ewald von Kleist
- Chef des Generalstabes: Oberst i. G. Kurt Zeitzler
- 1. Generalstabsoffizier: Oberstleutnant i. G. Ernst-Anton von Krosigk

| XIV. Armeekorps (motorisiert)   | 13. Infanterie-Division (motorisiert) | 1. Aufstellungswelle                                                                                    |
| XIV. Armeekorps (motorisiert)   | 29. Infanterie-Division (motorisiert) | 1. Aufstellungswelle                                                                                    |
| XIX. Armeekorps (motorisiert)   | 1. Panzer-Division                    | 1. Aufstellungswelle, 256 Panzerkampfwagen (52 P I, 98 P II, 58 P III, 40 P IV, 8 Panzerbefehlswagen)   |
| XIX. Armeekorps (motorisiert)   | 2. Panzer-Division                    | 1. Aufstellungswelle, 256 Panzerkampfwagen (45 P I, 115 P II, 48 P III, 32 P IV, 16 Panzerbefehlswagen) |
| XIX. Armeekorps (motorisiert)   | 10. Panzer-Division                   | 1. Aufstellungswelle, 255 Panzerkampfwagen (44 P I, 113 P II, 48 P III, 32 P IV, 18 Panzerbefehlswagen) |
| XIX. Armeekorps (motorisiert)   | Infanterie-Regiment Großdeutschland   | 1. Aufstellungswelle                                                                                    |
| XXXXI. Armeekorps (motorisiert) | 6. Panzer-Division                    | 1. Aufstellungswelle, 223 Panzerkampfwagen (60 P II, 118 P 35t, 31 P IV, 14 Panzerbefehlswagen)         |
| XXXXI. Armeekorps (motorisiert) | 8. Panzer-Division                    | 1. Aufstellungswelle, 212 Panzerkampfwagen (58 P II, 116 P 38t, 23 P IV, 15 Panzerbefehlswagen)         |
| XXXXI. Armeekorps (motorisiert) | 2. Infanterie-Division (motorisiert)  | 1. Aufstellungswelle                                                                                    |
| Reserve                         | Lehr-Regiment 900 (motorisiert)       | |

#### 16. Armee
- Oberbefehlshaber: General der Infanterie Ernst Busch
- Chef des Generalstabes: Generalleutnant Walter Model
- 1. Generalstabsoffizier: Oberst i. G. Hans Boeckh-Behrens

| VII. Armeekorps   | 36. Infanterie-Division | 1. Aufstellungswelle |
| VII. Armeekorps   | 68. Infanterie-Division | 2. Aufstellungswelle |
| XIII. Armeekorps  | 15. Infanterie-Division | 1. Aufstellungswelle |
| XIII. Armeekorps  | 17. Infanterie-Division | 1. Aufstellungswelle |
| XXIII. Armeekorps | 34. Infanterie-Division | 1. Aufstellungswelle |
| XXIII. Armeekorps | 58. Infanterie-Division | 2. Aufstellungswelle |
| XXIII. Armeekorps | 76. Infanterie-Division | 2. Aufstellungswelle |
| Reserve           | 26. Infanterie-Division | 1. Aufstellungswelle |
| Reserve           | 52. Infanterie-Division | 2. Aufstellungswelle |
| Reserve           | 71. Infanterie-Division | 2. Aufstellungswelle |
| Reserve           | 73. Infanterie-Division | 2. Aufstellungswelle |

#### Reserve
| XXXX. Armeekorps | 6. Infanterie-Division  | 1. Aufstellungswelle |
| XXXX. Armeekorps | 9. Infanterie-Division  | 1. Aufstellungswelle |
| XXXX. Armeekorps | 33. Infanterie-Division | 1. Aufstellungswelle |
|                  | 4. Infanterie-Division  | 1. Aufstellungswelle |
|                  | 27. Infanterie-Division | 1. Aufstellungswelle |

### Heeresgruppe C
- Oberbefehlshaber: Generaloberst Wilhelm Ritter von Leeb
- Chef des Generalstabes: Generalleutnant Hans-Gustav Felber
- 1. Generalstabsoffizier: Oberst i. G. Vincenz Müller

#### 1. Armee
- Oberbefehlshaber: Generaloberst Erwin von Witzleben
- Chef des Generalstabes: Generalmajor Carl Hilpert
- 1. Generalstabsoffizier: Oberst i. G. Gustav Harteneck

| XII. Armeekorps         | 75. Infanterie-Division    | 2. Aufstellungswelle |
| XII. Armeekorps         | 252. Infanterie-Division   | 4. Aufstellungswelle |
| XII. Armeekorps         | 258. Infanterie-Division   | 4. Aufstellungswelle |
| XII. Armeekorps         | 125. Grenzschutz-Abschnitt |                      |
| XXIV. Armeekorps        | 257. Infanterie-Division   | 4. Aufstellungswelle |
| XXIV. Armeekorps        | 262. Infanterie-Division   | 4. Aufstellungswelle |
| XXIV. Armeekorps        | 268. Infanterie-Division   | 4. Aufstellungswelle |
| XXIV. Armeekorps        | 127. Grenzschutz-Abschnitt |                      |
| XXX. Armeekorps         | 79. Infanterie-Division    | 2. Aufstellungswelle |
| XXX. Armeekorps         | 93. Infanterie-Division    | 5. Aufstellungswelle |
| XXX. Armeekorps         | 95. Infanterie-Division    | 5. Aufstellungswelle |
| XXX. Armeekorps         | 132. Grenzschutz-Abschnitt |                      |
| Höheres Kommando XXXVII | 215. Infanterie-Division   | 3. Aufstellungswelle |
| Höheres Kommando XXXVII | 246. Infanterie-Division   | 3. Aufstellungswelle |
| Höheres Kommando XXXVII | 129. Grenzschutz-Abschnitt |                      |

#### 7. Armee
- Oberbefehlshaber: General der Artillerie Friedrich Dollmann
- Chef des Generalstabes: Generalleutnant Walther Fischer von Weikersthal
- 1. Generalstabsoffizier: Oberstleutnant i. G. Emil Schniewind

| XXV. Armeekorps         | 555. Infanterie-Division | 9. Aufstellungswelle |
| XXV. Armeekorps         | 557. Infanterie-Division | 9. Aufstellungswelle |
| Höheres Kommando XXXIII | 554. Infanterie-Division | 9. Aufstellungswelle |
| Höheres Kommando XXXIII | 556. Infanterie-Division | 9. Aufstellungswelle |
| Reserve                 | 96. Infanterie-Division  | 5. Aufstellungswelle |

#### Reserve
|  | 94. Infanterie-Division | 5. Aufstellungswelle |
|  | 98. Infanterie-Division | 5. Aufstellungswelle |

### Reserven desOberkommandos des Heeres
| Armeeoberkommando 2 (AOK 2)         |                                              |
| XVII. Armeekorps                    |                                              |
| XXXVIII. Armeekorps                 |                                              |
| XXXIX. Armeekorps                   |                                              |
| XXXII. Armeekorps                   |                                              |
| 10. Infanterie-Division             | 1. Aufstellungswelle                         |
| 22. Infanterie-Division             | 1. Aufstellungswelle                         |
| 44. Infanterie-Division             | 1. Aufstellungswelle                         |
| 45. Infanterie-Division             | 1. Aufstellungswelle                         |
| 46. Infanterie-Division             | 1. Aufstellungswelle                         |
| 50. Infanterie-Division             | 1. Aufstellungswelle                         |
| 57. Infanterie-Division             | 2. Aufstellungswelle                         |
| 60. Infanterie-Division             | 2. Aufstellungswelle                         |
| 72. Infanterie-Division             | 2. Aufstellungswelle                         |
| 78. Infanterie-Division             | 2. Aufstellungswelle                         |
| 81. Infanterie-Division             | 6. Aufstellungswelle                         |
| 82. Infanterie-Division             | 6. Aufstellungswelle                         |
| 83. Infanterie-Division             | 6. Aufstellungswelle                         |
| 86. Infanterie-Division             | 2. Aufstellungswelle                         |
| 88. Infanterie-Division             | 6. Aufstellungswelle                         |
| 161. Infanterie-Division            | 7. Aufstellungswelle                         |
| 162. Infanterie-Division            | 7. Aufstellungswelle                         |
| 164. Infanterie-Division            | 7. Aufstellungswelle                         |
| 167. Infanterie-Division            | 7. Aufstellungswelle                         |
| 168. Infanterie-Division            | 7. Aufstellungswelle                         |
| 169. Infanterie-Division            | 7. Aufstellungswelle                         |
| 183. Infanterie-Division            | 7. Aufstellungswelle                         |
| 197. Infanterie-Division            | 7. Aufstellungswelle                         |
| 205. Infanterie-Division            | 3. Aufstellungswelle                         |
| 212. Infanterie-Division            | 3. Aufstellungswelle                         |
| 217. Infanterie-Division            | 3. Aufstellungswelle                         |
| 221. Infanterie-Division            | 3. Aufstellungswelle                         |
| 260. Infanterie-Division            | 4. Aufstellungswelle                         |
| 290. Infanterie-Division            | 8. Aufstellungswelle                         |
| 291. Infanterie-Division            | 8. Aufstellungswelle                         |
| 292. Infanterie-Division            | 8. Aufstellungswelle                         |
| 293. Infanterie-Division            | 8. Aufstellungswelle                         |
| 294. Infanterie-Division            | 8. Aufstellungswelle                         |
| 295. Infanterie-Division            | 8. Aufstellungswelle                         |
| 296. Infanterie-Division            | 8. Aufstellungswelle                         |
| 297. Infanterie-Division            | 8. Aufstellungswelle                         |
| 298. Infanterie-Division            | 8. Aufstellungswelle                         |
| 299. Infanterie-Division            | 8. Aufstellungswelle                         |
| Polizei-Division                    | Division aus Angehörigen der Ordnungspolizei |
| SS-Totenkopf-Division (motorisiert) | Waffen-SS                                    |

## Luftwaffe

### Luftflotte 2
- Oberbefehlshaber: General der Flieger Albert Kesselring[3]

- Chef des Generalstabes: Oberst Gerhard Bassenge
- Zuständigkeitsbereich: Bereich der Heeresgruppe B
- Iststärke: 2197 Flugzeuge (91 Aufklärungsflugzeuge, 723 Kampfflugzeuge, 299 Sturzkampfflugzeuge, 530 Jagdflugzeuge, 145 Zerstörerflugzeuge, 409 Transportflugzeuge)

| direkt unterstellt               | Fernaufklärungsgruppe 122 | 36 Aufklärungsflugzeuge (24 Heinkel He 111H, 12 Junkers Ju 88A)                         |
| direkt unterstellt               | Wettererkundungsstaffel 2 |                                                                                         |
| IV. Fliegerkorps                 | 1. Staffel der Fernaufklärungsgruppe 121 | 12 Aufklärungsflugzeuge (9 Heinkel He 111H, 3 Junkers Ju 88A)                           |
| IV. Fliegerkorps                 | Stab, I., II. und III./Lehrgeschwader 1 | 107 Kampfflugzeuge (73 Heinkel He 111H, 34 Junkers Ju 88A)                              |
| IV. Fliegerkorps                 | Stab, I., II. und III./Kampfgeschwader 30 | 105 Kampfflugzeuge (103 Junkers Ju 88 A, 2 Heinkel He 111H)                             |
| IV. Fliegerkorps                 | Stab, I., II. und III./Kampfgeschwader 27 | 115 Kampfflugzeuge (114 Heinkel He 111P, 1 Heinkel He 111D)                             |
| VIII. Fliegerkorps               | 2. Staffel der Fernaufklärungsgruppe 123 | 12 Aufklärungsflugzeuge (12 Dornier Do 17P)                                             |
| VIII. Fliegerkorps               | Stab, I., II. und III./Kampfgeschwader 77 | 113 Kampfflugzeuge (112 Dornier Do 17Z, 1 Dornier Do 17U)                               |
| VIII. Fliegerkorps               | Stab, I. und III./Sturzkampfgeschwader 2 I./Sturzkampfgeschwader 76                                                                                 | 123 Sturzkampfflugzeuge (117 Junkers Ju 87B, 6 Dornier Do 17M)                          |
| VIII. Fliegerkorps               | Stab, I. und III./Sturzkampfgeschwader 77 IV.(St)/Lehrgeschwader 1 II.(S)/Lehrgeschwader 2                                                          | 176 Sturzkampfflugzeuge (121 Junkers Ju 87B, 49 Henschel Hs 123, 6 Dornier Do 17M)      |
| VIII. Fliegerkorps               | Stab und I./Jagdgeschwader 27 I./Jagdgeschwader 1 I./Jagdgeschwader 21                                                                              | 135 Jagdflugzeuge (159 Messerschmitt Bf 109E)                                           |
| Fliegerkorps z. b. V. 2          | Aufklärungsgruppe z. b. V. | 7 Aufklärungsflugzeuge (5 Dornier Do 17M, 2 Heinkel He 111H)                            |
| Fliegerkorps z. b. V. 2          | Stab, I., II. und III./Kampfgeschwader 4 | 140 Kampfflugzeuge (67 Heinkel He 111P, 36 Heinkel He 111H, 37 Junkers Ju 88A)          |
| Fliegerkorps z. b. V. 2          | Stab, I., II. und III./Kampfgeschwader 54 | 143 Kampfflugzeuge (142 Heinkel He 111P, 1 Heinkel He 111D)                             |
| Jagdfliegerführer 2              | Stab, I. und III./Zerstörergeschwader 26 I. und II./Zerstörergeschwader 1                                                                           | 145 Zerstörerflugzeuge (145 Messerschmitt Bf 110C/D)                                    |
| Jagdfliegerführer 2              | Stab, II. und III./Jagdgeschwader 26 III./Jagdgeschwader 3                                                                                          | 130 Jagdflugzeuge (130 Messerschmitt Bf 109E)                                           |
| Jagdfliegerführer 2              | Stab und I./Jagdgeschwader 51 II./Jagdgeschwader 27 I./Jagdgeschwader 26 I./Jagdgeschwader 20                                                       | 186 Jagdflugzeuge (186 Messerschmitt Bf 109E)                                           |
| Jagdfliegerführer Deutsche Bucht | Stab/JG 1, II.(J)/Trägergruppe 186 I.(J)/Lehrgeschwader 2 II. und IV./Jagdgeschwader 2                                                              | 214 Jagdflugzeuge (147 Messerschmitt Bf 109E, 31 Messerschmitt Bf 109D, 36 Arado Ar 68) |
| II. Flakkorps                    | Stab Flak-Regiment 103 I./Regiment General Göring, II./Regiment General Göring, IV./Regiment General Göring I./Flak-Regiment 7 II./Flak-Regiment 43 |                                                                                         |
| II. Flakkorps                    | Stab Flak-Regiment 201 I./Flak-Regiment 6 II./Flak-Regiment 26 I./Flak-Regiment 64 leichte Flak-Abteilung 73                                        |                                                                                         |
| II. Flakkorps                    | Stab Flak-Regiment 202 I./Flak-Regiment 23 I./Flak-Regiment 37 I./Flak-Regiment 61 leichte Flak-Abteilung 74                                        |                                                                                         |
| Luftlandekorps                   | 22. Luftlande-Division |                                                                                         |
| Luftlandekorps                   | 7. Flieger-Division |                                                                                         |
| Luftlandekorps                   | Kampfgeschwader z.b.V. 1 | 154 Transportflugzeuge (154 Junkers Ju 52/3m)                                           |
| Luftlandekorps                   | Kampfgeschwader z.b.V. 2 | 203 Transportflugzeuge (203 Junkers Ju 52/3m)                                           |
| Luftlandekorps                   | Sonderstaffel Schwilden | 12 Wasserflugzeuge (12 Heinkel He 59D)                                                  |
| Luftlandekorps                   | Aufklärungsstaffel II. Flk. | 12 Aufklärungsflugzeuge (12 Dornier Do 17M)                                             |
| Luftlandekorps                   | 17./Kampfgruppe z.b.V. 5 | 52 Transportflugzeuge, 52 Gleiter (52 Junkers Ju 52/3m, 52 DFS 230)                     |

### Luftflotte 3
- Oberbefehlshaber: Generaloberst Hugo Sperrle[4]
- Chef des Generalstabes: Generalmajor Maximilian von Pohl
- Zuständigkeitsbereich: Bereich der Heeresgruppe A, C
- Iststärke: 1810 Flugzeuge (65 Aufklärungsflugzeuge, 845 Kampfflugzeuge, 125 Sturzkampfflugzeuge, 601 Jagdflugzeuge, 174 Zerstörerflugzeuge)

| direkt unterstellt  | Stab, 1. und 3. Staffel der Fernaufklärungsgruppe 123                                                                                     | 26 Aufklärungsflugzeuge (17. Dornier Do 17P, 9 Junkers Ju 88 A)                                       |
| direkt unterstellt  | Wettererkundungsstaffel 51 | 5 Wetterflugzeuge (4 Heinkel He 111 H, 1 Dornier Do 17 Z)                                             |
| I. Fliegerkorps     | 5. Staffel der Fernaufklärungsgruppe 122                                                                                                  | 11 Aufklärungsflugzeuge (11 Dornier Do 17 P)                                                          |
| I. Fliegerkorps     | Stab, I., II. und III./Kampfgeschwader 1 III./KG 28;                                                                                      | 143 Kampfflugzeuge (107 Heinkel He 111H, 36 Heinkel He 111P)                                          |
| I. Fliegerkorps     | Stab, I., II. und III./Kampfgeschwader 76 III./Sturzkampfgeschwader 51                                                                    | 110 Kampfflugzeuge, 39 Sturzkampfflugzeuge (142 Dornier Do 17Z, 1 Dornier Do 17U, 39 Junkers Ju 87 B) |
| I. Fliegerkorps     | Stab und II./Zerstörergeschwader 76 II./Zerstörergeschwader 26                                                                            | 71 Zerstörerflugzeuge (71 Messerschmitt Bf 110C/D)                                                    |
| I. Fliegerkorps     | Stab und I./Jagdgeschwader 77 I./Jagdgeschwader 3                                                                                         | 98 Jagdflugzeuge (98 Messerschmitt Bf 109E)                                                           |
| II. Fliegerkorps    | 3. Staffel der Fernaufklärungsgruppe 121                                                                                                  | 11 Aufklärungsflugzeuge (8 Heinkel He 111H, 3 Junkers Ju 88A)                                         |
| II. Fliegerkorps    | Stab, I. II. und III./Kampfgeschwader 2                                                                                                   | 116 Kampfflugzeuge (115 Dornier Do 17Z, 1 Dornier Do 17U)                                             |
| II. Fliegerkorps    | Stab, I., II. und III./Kampfgeschwader 3                                                                                                  | 112 Kampfflugzeuge (112 Dornier Do 17Z)                                                               |
| II. Fliegerkorps    | Stab, I., II. und III./Kampfgeschwader 53                                                                                                 | 115 Kampfflugzeuge (115 Heinkel He 111H)                                                              |
| II. Fliegerkorps    | Stab und II./Sturzkampfgeschwader 1 I.(St)/Trägergruppe 186                                                                               | 86 Sturzkampfflugzeuge (80 Junkers Ju 87B, 6 Dornier Do 17M)                                          |
| V. Fliegerkorps     | 4. Staffel der Fernaufklärungsgruppe 121                                                                                                  | 12 Aufklärungsflugzeuge (10 Dornier Do 17P, 2 Junkers Ju 88A)                                         |
| V. Fliegerkorps     | V.(Z)/Lehrgeschwader 1 | 33 Zerstörerflugzeuge (33 Messerschmitt Bf 110C/D)                                                    |
| V. Fliegerkorps     | I./Zerstörergeschwader 52 | 35 Zerstörerflugzeuge (35 Messerschmitt Bf 110C/D)                                                    |
| V. Fliegerkorps     | Stab, I. II. und III. Kampfgeschwader 51                                                                                                  | 137 Kampfflugzeuge (113 Heinkel He 111H, 24 Junkers Ju 88A)                                           |
| V. Fliegerkorps     | Stab, I. II. und III. Kampfgeschwader 55                                                                                                  | 112 Kampfflugzeuge (112 Heinkel He 111P)                                                              |
| V. Fliegerkorps     | Stab, I. und II./Jagdgeschwader 52 | 91 Jagdflugzeuge (91 Messerschmitt Bf 109E)                                                           |
| V. Fliegerkorps     | Stab, I. und II./Jagdgeschwader 54 | 88 Jagdflugzeuge (88 Messerschmitt Bf 109E)                                                           |
| Jagdfliegerführer 3 | Stab und I./Zerstörergeschwader 2 | 35 Zerstörerflugzeuge (35 Messerschmitt Bf 110C/D)                                                    |
| Jagdfliegerführer 3 | Stab, I. und III./Jagdgeschwader 2 I./Jagdgeschwader 76                                                                                   | 137 Jagdflugzeuge (137 Messerschmitt Bf 109E)                                                         |
| Jagdfliegerführer 3 | Stab, I., II. und III./Jagdgeschwader 53 III./Jagdgeschwader 52                                                                           | 187 Jagdflugzeuge (187 Messerschmitt Bf 109E)                                                         |
| I. Flakkorps        | Stab Flak-Regiment 101 I./Flak-Regiment 12 I./Flak-Regiment 22 I./Flak-Regiment 51 leichte Flak-Abteilung 85 III./Regiment General Göring | |
| I. Flakkorps        | Stab Flak-Regiment 102 I./Flak-Regiment 18 I. und II./Flak-Regiment 38 leichte Flak-Abteilung 91                                          | |
| I. Flakkorps        | Stab Flak-Regiment 104 I./Flak-Regiment 8 I. und II./Flak-Regiment 11 leichte Flak-Abteilung 75 III./Flak-Regiment 9                      | |